# Sequencer (album)
Sequencer è il secondo album in studio del gruppo musicale futurepop svedese Covenant, pubblicato nel 1996.

## Tracce
1. Feedback – 5:49
2. Stalker – 5:28
3. Figurehead – 8:41
4. Phoenix – 5:16
5. Slow Motion – 4:58
6. Tabula-Rasa – 5:44
7. Storm – 5:25
8. Flux – 10:42

## Formazione
- Eskil Simonsson - voce, sintetizzatori
- Joakim Montelius - sintetizzatori, cori
- Clas Nachmanson - sintetizzatori, cori